# 萊什諾省
萊什諾省（województwo leszczyńskie）是波蘭歷史上的一個省，始於1975年。1999年1月1日被併入大波蘭省。
1998年面積4,254平方公里。人口399,500人。首府萊什諾。